# Socha svatého Jana Nepomuckého (Osičky)
Socha svatého Jana Nepomuckého pochází z roku 1724 a nalézá se na okraji vesnice Osičky v okrese Hradec Králové u silnice spojující Osice se Syrovátkou. Socha je od neznámého lidového sochaře. Barokní pískovcová socha je chráněna jako kulturní památka ČR. Národní památkový ústav tuto sochu uvádí v katalogu památek pod rejstříkovým číslem ÚSKP 23706/6-5498.

## Popis
Barokní socha světce je umístěna vysokém hranolovitém pilíři s po všech čtyřech stranách mírně vystouplými zrcadly, ve kterých byly původně umístěny v současnosti již nečitelné nápisy. Pilíř se sochou stojí na podstavci umístěném na pískovcové desce na okraji obce při silnici a odbočce polní cesty do obce Dobřenice. 
Socha představuje robustní postavu světce v typickém ikonografickém pojetí oděnou v kanovnickém rouchu s biretem na hlavě s plnovousem, okolo které je svatozář s hvězdami. Pravá ruka světce je nepřirozeně vysazena tak, aby přidržovala křížek, který však již dlouho chybí. Levá ruka s neuměle tvarovanými prsty přidržovala křížek zespodu. 
Socha byla v roce 1986 restaurována akademickou sochařkou Jindřiškou Tuhou-Zímovou. Nápisy tehdy nebyly obnoveny, světci byl doplněn kovový kříž, který však již v roce 2005 chyběl. 

## Galerie

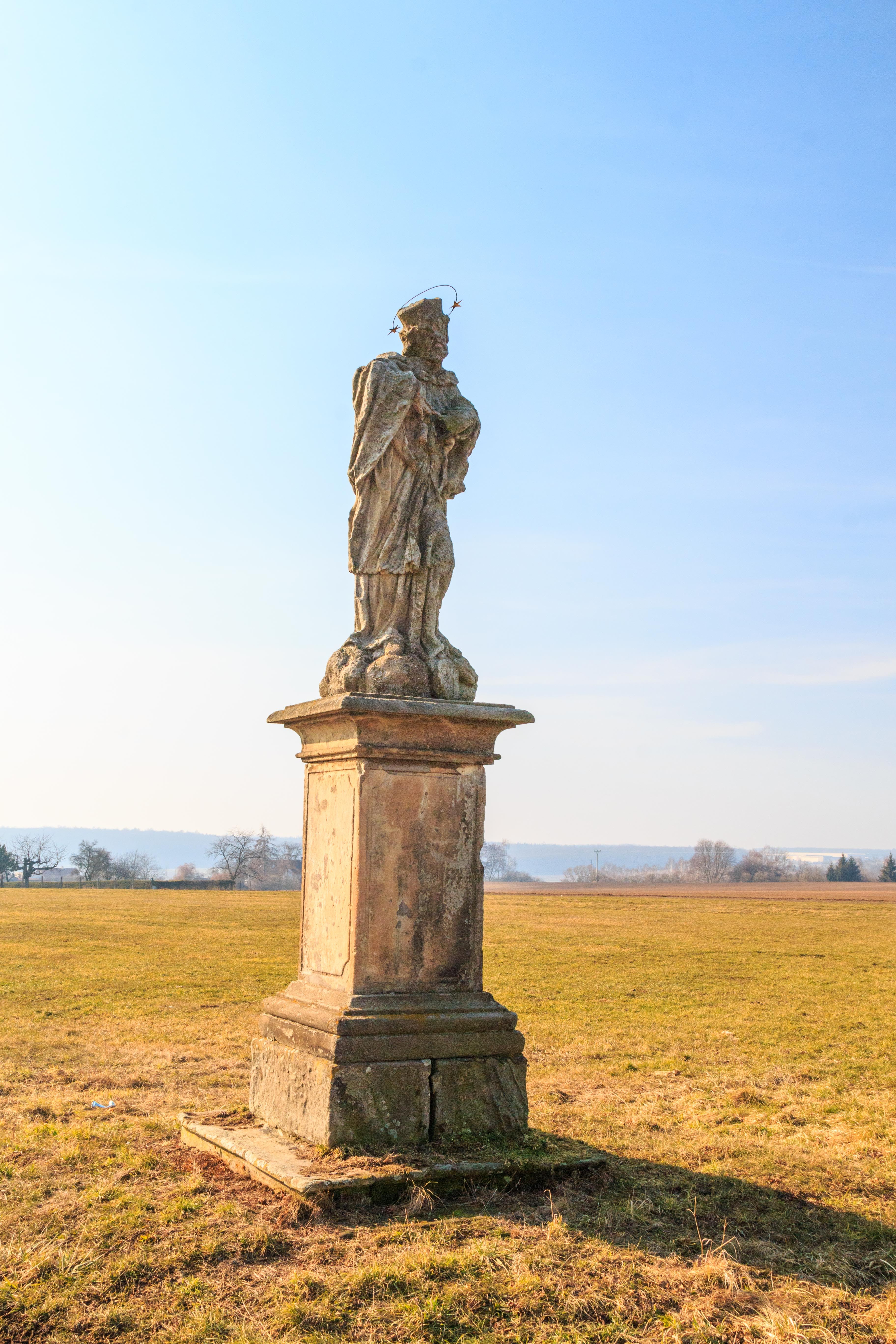
Socha svatého Jana Nepomuckého (Osičky)
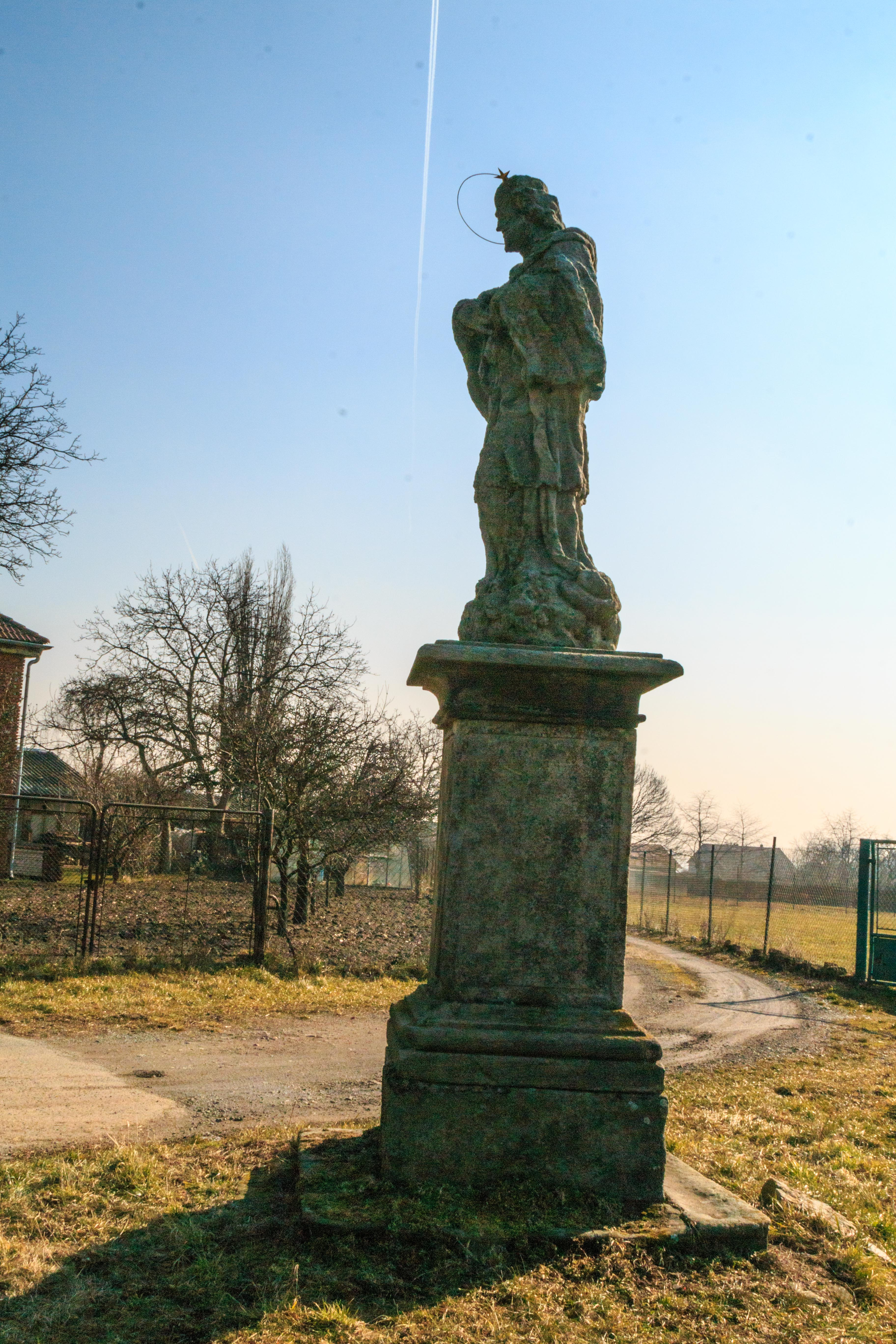
Socha svatého Jana Nepomuckého (Osičky)
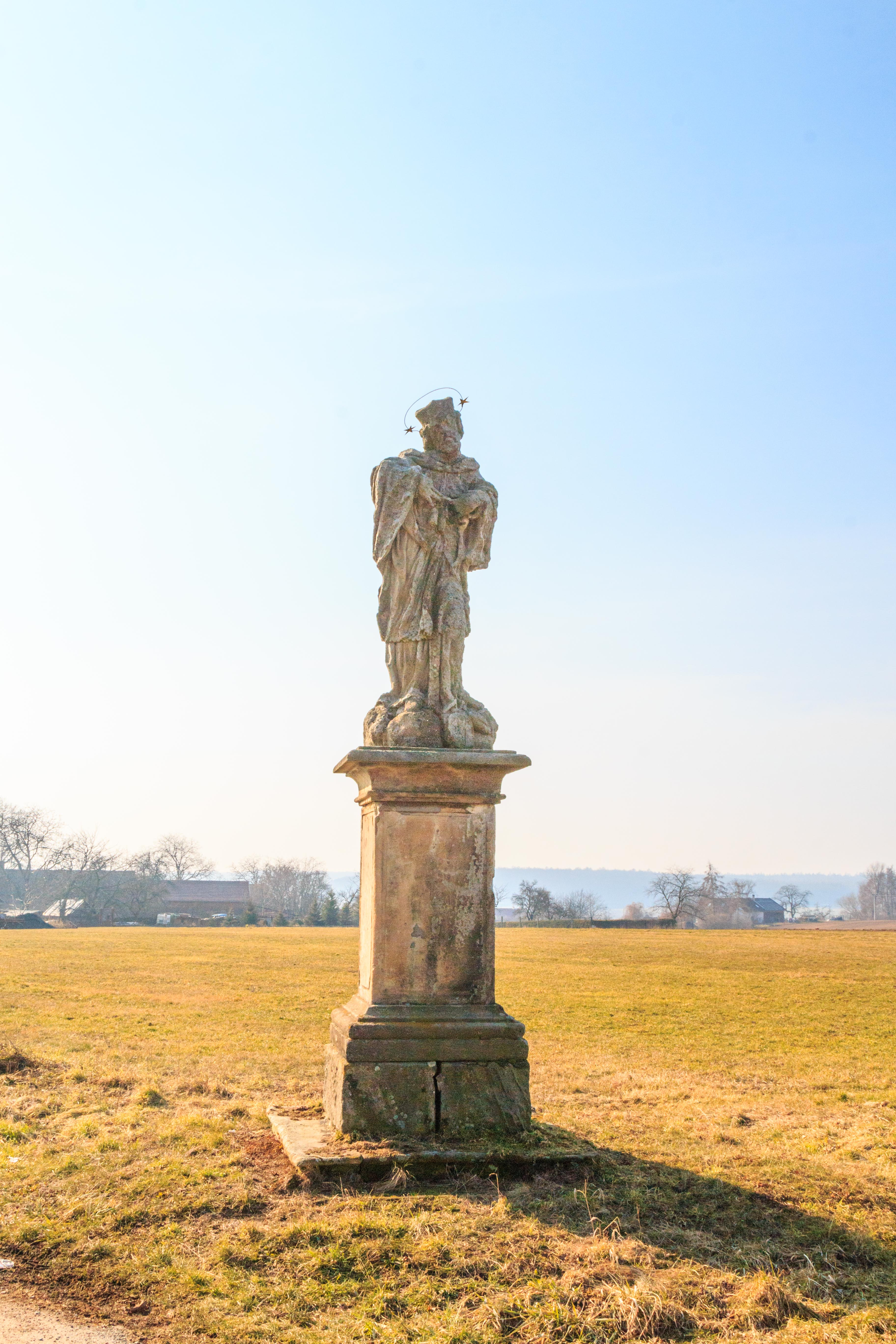
Socha svatého Jana Nepomuckého (Osičky)
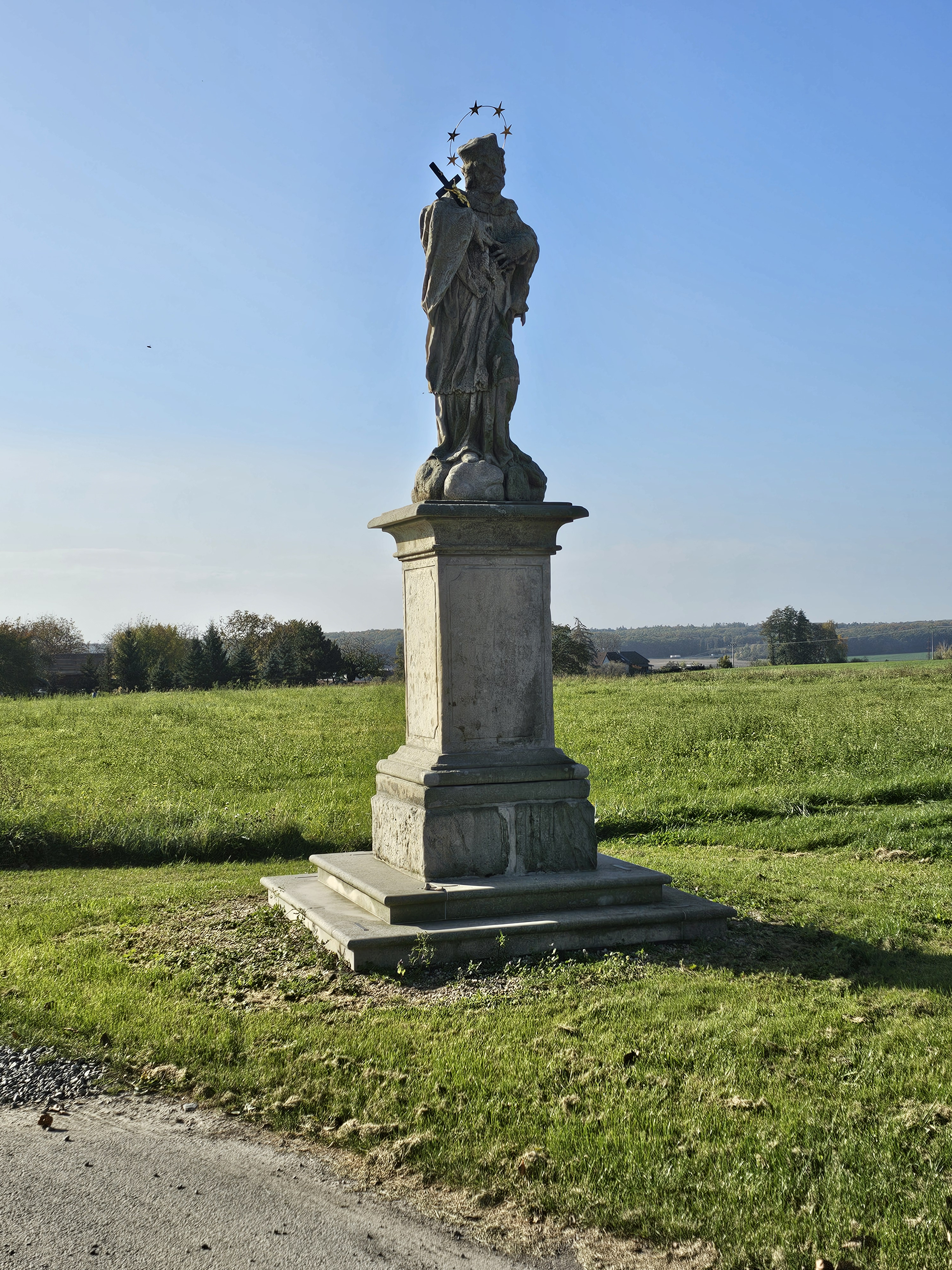
Socha sv. Jana Nepomuckého v Osičkách - stav v roce 2024